# Don Mattrick
 (juin 2013).
Si vous disposez d'ouvrages ou d'articles de référence ou si vous connaissez des sites web de qualité traitant du thème abordé ici, merci de compléter l'article en donnant les références utiles à sa vérifiabilité et en les liant à la section « Notes et références ».
Don Mattrick est un dirigeant d'entreprise, PDG de Zynga de 2013 à 2015.

## Biographie
Ancien président de Electronic Arts, il a fondé la DSI (Distinctive Software) en 1982.
Mattrick est le concepteur de Test Drive et a joué un rôle dans la défense des titres tels que Les Sims et Harry Potter. Après la fusion de Electronic Arts et DSI en 1991, Don Mattrick a été impliqué dans des jeux tels que la série Need for Speed. 
En février 2007, Mattrick rejoint Microsoft et obtient le poste de conseiller externe pour les services de divertissement et de la division périphériques.
Peu de temps après, en juillet 2007, il devient vice-président principal responsable de la gestion de l'unité Interactive Entertainment Business de Microsoft, comprenant notamment la Xbox 360, les services Live et Games for Windows.
Le 1er juillet 2013, il est confirmé que Mattrick quitte Microsoft pour rejoindre Zynga au poste de PDG.
Avril 2015 il quitte Zynga.